# 福田宏一
福田 宏一（ふくだ ひろいち、1914年（大正3年）1月23日 - 1999年（平成11年）3月18日）は、日本の政治家。参議院議員（2期）。親子2代で内閣総理大臣を務めた福田赳夫の実弟、福田康夫の叔父。小倉クラッチ監査役。アントニオ猪木の格闘技の後援会会長を務めた。
上州戦争下では、清和政策研究会候補として、群馬県選挙区で中曽根派の最上進や中曽根弘文らと激しい代理戦争を繰り広げた。

## 略歴
群馬県群馬郡（現・高崎市）出身。群馬県立渋川中学校（現群馬県立渋川高等学校）を卒業。1938年から1950年まで中島飛行機株式会社に勤務。その後、兄である福田赳夫の秘書を長く務めた。
1980年（昭和55年）6月23日に第12回参議院議員通常選挙で初当選し、1986年（昭和61年）7月6日に第14回参議院議員通常選挙2度目の当選をする。1992年（平成4年）、政界を引退。上野公成が後継者となった。秋の叙勲で勲二等瑞宝章受章する。
1999年（平成11年）3月18日、脳出血のため前橋市の老年病研究所付属病院で死去。叙・正四位。

## 国会・内閣での主な役職
- 農林水産政務次官
- 参議院沖縄及び北方問題に関する特別委員長
- 参議院農林水産委員長
- 参議院法務委員会理事